# Garciasville (Texas)
Garciasville es un lugar designado por el censo ubicado en el condado de Starr en el estado estadounidense de Texas. En el Censo de 2010 tenía una población de 46 habitantes y una densidad poblacional de 377,89 personas por km².

## Geografía
Garciasville se encuentra ubicado en las coordenadas 26°19′11″N 98°41′59″O / 26.31972, -98.69972. Según la Oficina del Censo de los Estados Unidos, Garciasville tiene una superficie total de 0.12 km², de la cual 0.12 km² corresponden a tierra firme y (0%) 0 km² es agua.

## Demografía
Según el censo de 2010, había 46 personas residiendo en Garciasville. La densidad de población era de 377,89 hab./km². De los 46 habitantes, Garciasville estaba compuesto por el 100% blancos, el 0% eran afroamericanos, el 0% eran amerindios, el 0% eran asiáticos, el 0% eran isleños del Pacífico, el 0% eran de otras razas y el 0% pertenecían a dos o más razas. Del total de la población el 100% eran hispanos o latinos de cualquier raza.